# Daisuke Oku
Daisuke Oku (7 februarie 1976 - 17 octombrie 2014) a fost un fotbalist japonez.

## Statistici
| Japonia | Japonia | Japonia |
| An      | Meciuri | Goluri  |
| ------- | ------- | ------- |
| 1998    | 1       | 0       |
| 1999    | 5       | 1       |
| 2000    | 12      | 1       |
| 2001    | 4       | 0       |
| 2002    | 0       | 0       |
| 2003    | 3       | 0       |
| 2004    | 1       | 0       |
| Total   | 26      | 2       |